# 山添喜三郎
山添 喜三郎（やまぞえきさぶろう、1843年9月15日 - 1923年5月16日）は、明治初期の建設技術者。
現在の新潟県角海浜出身。14歳の頃から船大工をしていたが、26歳で建築大工に転じ、東京の松尾伊兵衛の下で建築を学んだ。明治政府がウィーン万国博覧会（1873年）への参加を決めると、松尾と山添が日本館パビリオンの建築責任者と決まる。山添は9ヶ月半にわたるヨーロッパ滞在を通じて、ヨーロッパの工場建築技術を学んで帰国した。万博博覧会での山添たちの仕事は大変好評を博し、閉会後、イギリスのアレクサンドラ・パーク社 (Alexandra Palace) に頼まれ、ウィーンから日本建築をロンドンに解体移築し、新たに土蔵を建設した。
帰国後は、内務省勧業寮などで活躍し、製紙工場の指導にあたる。1883年に辞職して宮城に移住。1885年から1918年まで宮城県庁に勤めた。この間、旧登米高等尋常小学校（現教育資料館）、旧登米警察署庁舎（現警察資料館）、宮城紡績会社建屋の設計工事監督を務めた。1917年、寺内正毅の上奏により、宮城県技師と高等官七官に任命される。翌年、宮城県技師を辞職。1932年、81歳で永眠。仙台市の栄明寺に葬られる。
1969年に藤森照信が遺族らを探し当て、卒業論文『山添喜三郎伝』を執筆した。

## 主な作品
- ウィーン万国博覧会日本建築（1873年）現存せず
- アレクサンドラ・パレス (Alexandra Palace) の日本村（神社、東屋、商店、土蔵、庭園）（1874年）現存せず
- 新町紡績所（旧内務省勧業寮屑糸紡績所、1877年）重要文化財
- 宮城紡績会社建屋（1884年）現存せず
- 登米小学校（1888） 重要文化財
- 登米警察署（1889） 現警察資料館、宮城県指定文化財
- 鍾景閣（1904〜1905） 現懐石料理店、仙台市指定文化財[3]

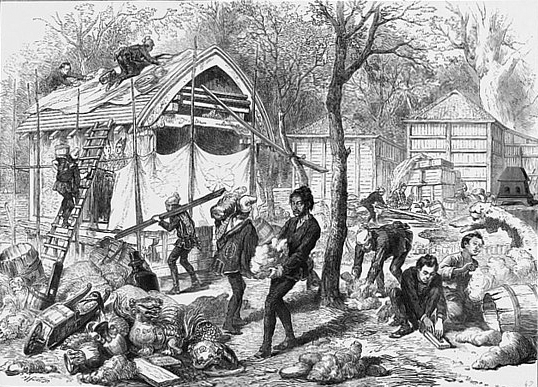
ウィーン万博の日本建築
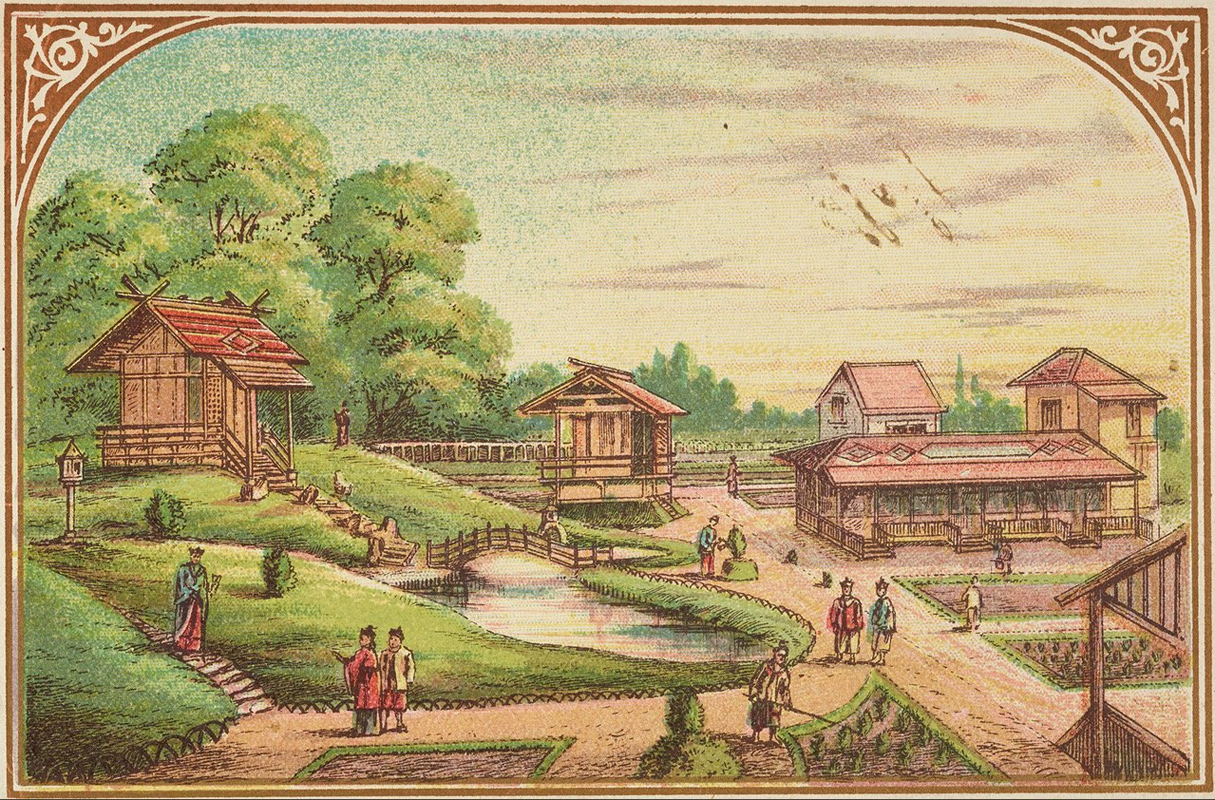
アレクサンドラ･パレスの日本村
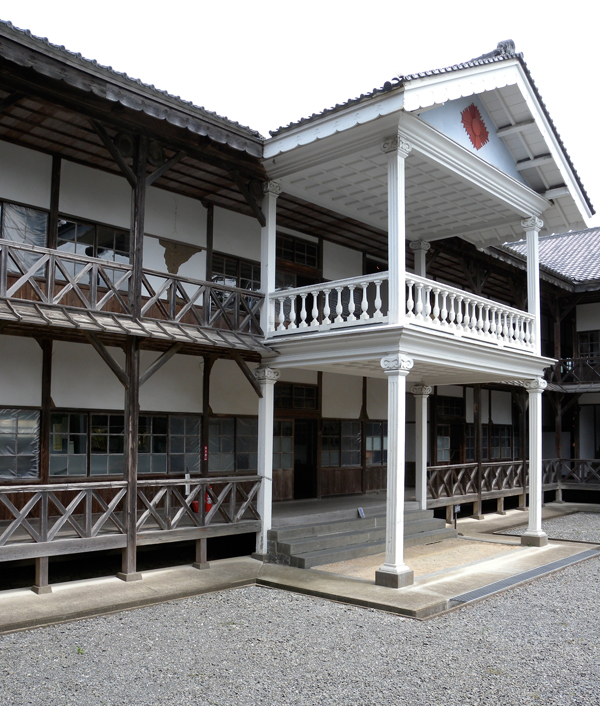
登米小学校
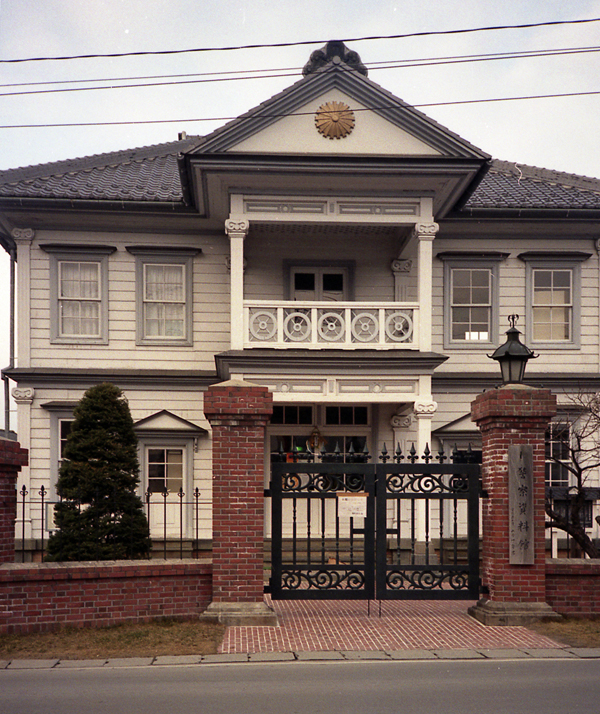
登米警察署